# Made in Abyss
Made in Abyss (メイドインアビス Meido in Abisu) букв. „Създаден в бездната“ е японска манга поредица написана и илюстрирана от Акихито Цукуши. Тя е публикувана за пръв път през 2012 година на платформата за уебкомикси „Web Comic Gamma“, притежавана от Такешобо. Сюжетът разказва историята на момиче на име Рико, което се сприятелява с хуманоидния робот Рег. Двамата главни герои се спускат заедно в огромна яма, позната като „Бездната“ с надеждата да открият изгубената майка на Рико.
По сюжета на поредицата е създадена телевизионна аниме адаптация от студио Кинема цитрус, чийто първи сезон е излъчен по японските телевизии от юли до септември 2017 година. През януари 2020 г. в Япония излиза анимационен филм, продължаващ действието на телевизионната поредица, той е озаглавен „Dawn of the Deep Soul“ букв. „Зората на дълбоката душа“. От юли до септември 2022 г. излиза втория сезон на поредицата с подзаглавието „Golden City of the Scorching Sun“ в превод „Златният град на изгарящото слънце“.
През 2021 година започва разработката на игрален филм базиран на поредицата, Кевин МакМулин е нает за режисьор и сценарист на тази адаптация. През септември 2022 г. излиза видео игра по сюжета на мангата, тя е озаглавена „Binary Star Falling into Darkness“ в превод: „Двойна звезда падаща в мрака“. Играта е направена от Chime Corporation и публикувана от Spike-Chunsoft.

## Сюжет
Рико е младо момиче, сираче живеещо в сиропиталището Белчеро в град Орт. Родното ѝ градче е построено около огромна и странна яма, която се спуска хиляди метри надолу в земните недра, тази пропаст е позната като „Бездната“. В дълбините ѝ живеят най различни странни и опасни същества, които не могат да бъдат видени никъде другаде по света. Също така в тази гигантска яма са разпръснати безценни артефакти и руини, останки от древна развита цивилизация, изчезнала преди хилядолетия по неизвестни причини. Всичко това прави Бездната световно известна дестинация за авантюристи, така наречените „пещерни нашественици“, които се осмеляват да се спускат в нейните опасни дълбини. Спускането навътре в Бездната не представлява особено голяма трудност, но изкачването е усложнено поради мистериозното „проклятие на бездната“. Това е свръхестествена сила, която причинява болка на всеки, който се опита да се изкачи нагоре в бездната и може да бъде фатална. Колкото по-дълбоко се намира човек в тази прокълната яма, толкова по-трудно е издигането му до повърхността. Малцина са тези, които са се завръщали живи от по-дълбоките слоеве и никой не е достигал дъното на бездната, или поне никой не се е завърнал, за да разкаже за това. Майката на Рико, Лайза е една от легендарните „бели свирки“, които представляват най-елитните изследователи на Бездната, тя обаче е изчезнала преди десет години след последното ѝ спускане в дълбините.
Рико мечтае да стане „бяла свирка“ като майка си и да изследва дълбините на Бездната. Един ден тя случайно открива робот, наподобяващ човешко момче и го кръщава Рег. Рико и нейните приятели тайно вмъкват Рег вкъщи и по-късно убеждават собствениците на сиропиталището, че момчето робот всъщност е човешко сираче, по този начин той бива приет като техен нов съквартирант. След известно време до повърхността на бездната пристига балон с прикачено писмо, както и бялата свирка на майката на Рико. Писмото съдържа описания на невиждани до този момент същества от по-дълбоките слоеве на бездната, както и краткото послание: „Чакам те на дъното на подземния свят“. Рико, убедена в това, че посланието е отправено към нея, решава да се сбогува със своите приятели и да се спусне на еднопосочно пътуване до дъното на бездната в търсене на майка си заедно с момчето робот Рег.

### Видео игра
По сюжета и персонажите на поредицата е разработена екшън ролева игра, озаглавена Made in Abyss: Binary Star Falling into Darkness, тя е създадена от Chime Corporation и публикувана от Spike Chunsoft, а Numskull Games отговаря за физическите и копия на играта в Европа. Играта е напълно озвучена на английски и на японски език и съдържа, както част от историята на мангата, така и оригинална сюжетна линия съставена под ръководството на Цукуши. Играта излиза за Nintendo Switch, PlayStation 4, и Windows на първи септември 2022 в Япония, и на следващия ден в Америка и Европа.

### Игрален филм
През юни 2021 г., Кълъмбия Пикчърс обявява разработването на игрална адаптация по оригиналната манга на Акихито Цукуши. Филмът ще бъде продуциран от Рой Лии и Маси Ока, а режисьор ще бъде Кевин МакМулин.